# 龍翔操
〈龍翔操〉，古琴曲，廣陵派「老三曲」之一，近代以張子謙的演奏最為知名。由於字形相近，有時會與〈龍朔操〉混淆。

## 簡介
首見於《自遠堂琴譜》，並被收錄於《蕉庵琴譜》和《枯木禪琴譜》等清代琴譜中。
此曲在聽覺上是輕快、活潑的。由於字形相近，過去的琴譜中常將〈龍翔操〉和〈龍朔操〉（又名〈昭君怨〉）搞混，但二曲旋律和曲意完全不同，並無任何直接關係。

## 演奏版本
- 《蕉庵琴譜》：廣陵派傳譜，和〈平沙落雁〉、〈梅花三弄〉並稱為「老三曲」。張子謙、劉少椿等人均有錄音，其中張子謙因擅長此曲被稱為「張龍翔」。[1][2]

## 外部連結
- YouTube上的〈龍翔操〉，張子謙演奏，收錄於《中國音樂大全‧古琴卷》
- YouTube上的〈龍翔操〉，劉少椿演奏，收錄於《劉少椿古琴藝術》
- YouTube上的〈龍翔操〉，楊春薇演奏，收錄於《飛英遊弦》